# Crotalaria perrottetii
Crotalaria perrottetii är en ärtväxtart som beskrevs av Dc.. Crotalaria perrottetii ingår i släktet sunnhampor, och familjen ärtväxter. Inga underarter finns listade i Catalogue of Life.